# 圣弗朗西斯科-杜孔迪
圣弗朗西斯科-杜孔迪（葡萄牙語：São Francisco do Conde）是巴西巴伊亚州的一个市镇。总面积266.631平方公里，总人口31699人，人口密度118.9人/平方公里。